# 796 هـ
796 هـ هي سنة في التقويم الهجري امتدت مقابلةً في التقويم الميلادي بين سنتي 1393 و1394.

## مواليد
- أولغ بك

## وفيات
- أبو العباس أحمد المريني
- فضل الله نعيمي الاسترآبادي
- ابن صغير